# 2003 na televisão
Nesta página encontram-se os fatos, estreias e términos sobre televisão que aconteceram durante o ano de 2003.

## Programas

### Estados Unidos

#### Janeiro
- 17 de janeiro — Estreia a 1.ª temporada de That's So Raven (no Brasil: As Visões da Raven) no Disney Channel.

#### Abril
- 12 de abril — Estreia All Grown Up! (no Brasil: Rugrats Crescidos) na Nickelodeon.

#### Setembro
- 22 de setembro — Estreia da 1.ª temporada de Two and a Half Men (no Brasil: Dois Homens e Meio) na CBS.

### México

#### Março
- 14 de março — Termina ¡Vivan los Niños! (no Brasil: Viva as Crianças! - Carrossel 2) no Las Estrellas.

### Argentina

#### Dezembro
- 12 de dezembro — Termina Rebelde Way no Canal 9.

### França

#### Setembro
- 3 de setembro — Estreia Code Lyoko no France 3.

### Portugal

#### Fevereiro
- 25 de fevereiro — Termina Anjo Selvagem na TVI.

## Nascimentos
| Data            | Nome                    | Profissão                        | Nacionalidade  | Observações | Ref |
| --------------- | ----------------------- | -------------------------------- | -------------- | ----------- | --- |
| 4 de janeiro    | Jaeden Martell          | ator                             | Estados Unidos |             |     |
| 4 de fevereiro  | Edvin Ryding            | ator                             | Suécia         |             |     |
| 20 de fevereiro | Olivia Rodrigo          | cantora, atriz e compositora     | Estados Unidos |             |     |
| 20 de fevereiro | William Gao             | ator e músico                    | Reino Unido    |             |     |
| 3 de março      | Thomas Barbusca         | ator                             | Estados Unidos |             |     |
| 31 de março     | Kyla Deaver             | atriz, modelo e cheerleader      | Estados Unidos |             |     |
| 3 de abril      | Elsie Fisher            | atriz e dubladora                | Estados Unidos |             |     |
| 18 de abril     | Sophia Grace Brownlee   | atriz e cantora                  | Reino Unido    |             |     |
| 30 de abril     | Emily Carey             | atriz                            | Reino Unido    |             |     |
| 1 de maio       | Lizzy Greene            | atriz                            | Estados Unidos |             |     |
| 1 de junho      | Shailyn Pierre-Dixon    | atriz                            | Canadá         |             |     |
| 3 de junho      | Louis Partridge         | ator                             | Reino Unido    |             |     |
| 11 de junho     | Breanna Yde             | atriz                            | Austrália      |             |     |
| 16 de junho     | Anna Cathcart           | atriz                            | Canadá         |             |     |
| 1 de julho      | Storm Reid              | atriz                            | Estados Unidos |             |     |
| 4 de julho      | Krittin Kitjaruwannakul | ator                             | Tailândia      |             |     |
| 5 de julho      | Phuwin Tangsakyuen      | ator e dublador                  | Tailândia      |             |     |
| 9 de julho      | Marcel Ruiz             | ator                             | Porto Rico     |             |     |
| 13 de julho     | Wyatt Oleff             | ator                             | Estados Unidos |             |     |
| 25 de agosto    | Iñaki Godoy             | ator                             | México         |             |     |
| 28 de agosto    | Quvenzhané Wallis       | atriz e autora                   | Estados Unidos |             |     |
| 30 de agosto    | Yasmin Finney           | atriz                            | Reino Unido    |             |     |
| 3 de setembro   | Jack Dylan Grazer       | ator                             | Estados Unidos |             |     |
| 18 de setembro  | Aidan Gallagher         | ator                             | Estados Unidos |             |     |
| 24 de setembro  | Joe Locke               | ator                             | Ilha de Man    |             |     |
| 30 de setembro  | Bella Ramsey            | atriz                            | Reino Unido    |             |     |
| 5 de novembro   | Pongsapak Udompoch      | ator e cantor, membro do JASP.ER | Tailândia      |             |     |
| 7 de novembro   | Lara McDonnell          | atriz                            | Irlanda        |             |     |

## Por país
- 2003 na televisão brasileira